# Huévar del Aljarafe
Huévar del Aljarafe és una localitat de la província de Sevilla, Andalusia, Espanya. L'any 2005 tenia 2.457 habitants. La seva extensió superficial és de 58 km² i té una densitat de 42,4 hab/km². Les seves coordenades geogràfiques són 37° 21′ N, 6° 16′ O. Està situada a una altitud de 75 metres i a 26 kilòmetres de la capital de la província, Sevilla.

## Demografia
| 1996  | 1998  | 1999  | 2000  | 2001  | 2002  | 2003  | 2004  | 2005  |
| ----- | ----- | ----- | ----- | ----- | ----- | ----- | ----- | ----- |
| 2.308 | 2.283 | 2.278 | 2.271 | 2.289 | 2.313 | 2.332 | 2.412 | 2.457 |